# Evighetens dårar I
Evighetens dårar I är Torture Divisions första demo i deras andra demotrilogi; sammanlagt den fjärde demon de släppt, utgiven den 22 augusti 2009. 
Liksom all musik av Torture Division släpptes den gratis och finns tillgänglig för nedladdning på deras hemsida. Till låten "Heretics! Now!" ombads bandets lyssnare via det officiella forumet att skicka in egna inspelningar av ordet "hail", på cirka två sekunder. De inspelningar som kom in, över 60 stycken enligt Lord K. Philipson, mixades ihop till en kör, som används i refrängen till låten.

## Låtlista
1. Traumatic Inhuman Severance – 2:36
2. Heretics! Now! – 3:39
3. Eld och plågor – 3:35

## Medverkande
- Lord K. Philipson (gitarr)
- Jörgen Sandström (sång)
- Tobias Gustafsson (trummor)